# One Vision
Singles de Queen
Thank God It's Christmas
(1984) A Kind of Magic
(1986)
One Vision est une chanson du groupe Queen, sortie en single en 1985. Elle est ensuite intégrée à l'album A Kind of Magic, sorti en 1986. Bien qu'étant présente sur cet album, la chanson n'apparaît pas dans le film Highlander ; elle est en revanche utilisée dans le film Aigle de fer (1986). Le groupe a eu l'idée de cette chanson à la suite de leur performance au Live Aid de 1985. Lors de la tournée de 1986, le fameux The Magic Tour, la chanson ouvre tous les concerts sans exception : le groupe déclare en effet que l'intro de la chanson fait une parfaite introduction à un concert.

## Particularités

### Voix déformée
Le début de la chanson contient des paroles assez étranges et plutôt incompréhensibles, et qui n'apparaissent pas dans les paroles fournies sur le livret de l'album. En fait, il s'agit d'une phrase récitée par Freddie Mercury qui a subi quelques effets sonores. La phrase originale est « God works in mysterious ways… mysterious ways… » (« Dieu travaille des façons mystérieuses … des voies mystérieuses…»). On peut voir sur les documentaires présents sur la vidéo Magic Years et sur le DVD Greatest Video Hits II comment Freddie Mercury chante ce passage. Sur ces deux documentaires, la phrase complète serait « God works in mysterious ways. And Hey, people! All around the world. I look forward to those glorious days once again! » (« Dieu agit de façon mystérieuse. Et hey, les gens ! Partout dans le monde. Je me réjouis de ces glorieux jours une fois de plus ! »). Cela ferait plutôt partie d'une version de travail de la chanson, qui ne comprendrait pas les effets sonores sur la voix ni les percussions.

### «Fried chicken»
La dernière ligne de la chanson (aussi bien dans la version studio que dans la version live) est « fried chicken » (« poulet frit ») en lieu et place de one vision comme l'indiquent les paroles. C'est en fait une blague de Mercury qu'il avait faite pendant l'enregistrement de la démo, car le groupe allait avoir du poulet frit au déjeuner. Finalement ces mots ont été conservés dans la version finale de la chanson.

## Clip vidéo
Le clip de la chanson montre le groupe au travail lors de l'enregistrement de la chanson, aux Musicland Studios à Munich, et a été le premier clip du groupe réalisé par les Autrichiens Rudi Dolezal et Hannes Rossacher, plus connus sous le nom de DoRo, ou encore les Torpedo Twins.
C'est la première fois qu'on voit le groupe au travail dans un studio. Un documentaire sur la création de One Vision a même été fait, et peut être trouvé sur le DVD Greatest Video Hits II.
La vidéo commence par un morphing de la fameuse photo du groupe tirée du clip Bohemian Rhapsody, avec la même pose des 4 membres à l'époque de One Vision. Dix ans séparent les deux images.
On peut également apercevoir un bref instant John Deacon à la batterie dans le clip. Il a déclaré ne savoir jouer qu'un rythme simple.

## Classements hebdomadaires
| Classement (1985-86)                   | Meilleure place |
| -------------------------------------- | --------------- |
| Allemagne (Media Control AG)           | 26              |
| Australie (Kent Music Report)          | 10              |
| Belgique (Flandre Ultratop 50 Singles) | 28              |
| Canada (Top Singles)                   | 76              |
| États-Unis (Hot 100)                   | 61              |
| États-Unis (Mainstream Rock)           | 19              |
| Irlande (IRMA)                         | 5               |
| Pays-Bas (Single Top 100)              | 21              |
| Pays-Bas (Nederlandse Top 40)          | 21              |
| Pologne (LP3)                          | 33              |
| Royaume-Uni (UK Singles Chart)         | 7               |
| Suisse (Schweizer Hitparade)           | 24              |

| Classement (2005) | Meilleure place |
| ----------------- | --------------- |
| France (SNEP)     | 76              |

## Crédits
- Freddie Mercury : auteur, chant principal, chœurs et échantillonneur
- Brian May : guitare électrique, synthétiseur, chœurs et échantillonneur
- Roger Taylor : batterie, percussions électroniques et chœurs
- John Deacon : guitare basse
- Reinhold Mack : producteur

## Reprises
La chanson est reprise en 1987 par le groupe Laibach, sous le titre Geburt einer Nation (« Naissance d'une nation ») de l'album Opus Deis. Chantée partiellement en allemand, avec des arrangements martiaux, donnant un autre sens aux paroles.

## Autres utilisations
La chanson est présente dans le film d'action Aigle de fer (1986). On peut également l'entendre dans le jeu vidéo Grand Theft Auto IV (2008) sur la radio fictive Liberty Rock Radio 97.8. One Vision pouvait être téléchargée dans le jeu Rock Band 3 (2010). La chanson est présente dans le roman de science-fiction Armada écrit par Ernest Cline et paru en 2015.